# 45-я смешанная авиационная дивизия
 45-я сме́шанная авиацио́нная диви́зия  — авиационное воинское соединение Вооружённых сил СССР в Великой Отечественной войне.

## История наименований дивизии
- 45-я смешанная авиационная дивизия;
- 45-я авиационная дивизия.

## История и боевой путь дивизии
45-я смешанная авиационная дивизия сформирована в августе 1940 года на основании Постановления СНК СССР № 1344-524сс от 25 июля 1940 года на базе 1-й авиационной бригады ВВС Одесского военного округа.
Дивизия начала боевые действия с 23 июня 1941 года составом 2-х полков:
- 131-й истребительный авиационный полк еще до начала войны был передан в систему ПВО с непосредственным подчинением ВВС округа,
- 132-й бомбардировочный авиационный полк к 22.06.1941 г. имел на вооружении 55 самолётов СБ (в том числе 6 неисправных), а также 5 Пе-2, для полётов на которых экипажи ещё не были подготовлены. Перед началом войны полк базировался в Кировограде (СБ) и в Екатериновке (Пе-2).
- 232-й бомбардировочный авиационный полк к 22 июня 1941 года имел на вооружении 20 самолётов СБ и И-153 (в том числе 3 неисправных), личный состав переучивался на самолёты Ил-2, базировался на аэродроме Кировоград[2];
- 210-й бомбардировочный авиационный полк пред началом войны базировался в Первомайске и в Шайтарово. На вооружении имел бомбардировщики Су-2. 22.06.1941 г. девять экипажей перебазировались ближе к границе на аэродром Софиевка. Первые боевые вылеты полк совершил уже в 16.00.
- 298-й истребительный авиационный полк боевой работы не вёл из-за отсутствия матчасти. 19.07.1941 в полк прибыли первые И-16.

24 и 25 июня 1941 года полки дивизии выполняли задачи по уничтожению переправ через реки Днестр и Южный Буг, уничтожению танковых и пехотных колонн противника в районах Скулени. 26 июня разрушали военные объект румынском городе Яссы. Командир дивизии полковник Батыгин лично водил группы по 66 самолётов.
С 29 июня дивизия была передислоцирована под Винницу в состав 18-й армии Южного фронта и воевала в её составе до 23 октября 1941 года. В середине августа дивизия уничтожала танковые колонны и пехоту противника в районах Баштанки, Бармашова, станций Явкино и Грейгово. Только 168-й истребительный авиационный полк на август 1941 года имел на своём счету 23 сбитых самолёта.
Дивизия принимала участие в операциях:
- Приграничные сражения в Молдавии — с 22 июня 1941 года по 29 июня 1941 года[1].
- Тираспольско-Мелитопольская операция — с 27 июля 1941 года по 28 сентября 1941 года.
- Уманская операция — с 16 июля 1941 года по 7 августа 1941 года.
- Донбасско-Ростовская оборонительная операция — с 29 сентября 1941 года по 16 ноября 1941 года.
- Ростовская наступательная операция — с 17 ноября 1941 года по 2 декабря 1941 года.

В составе действующей армии дивизия находилась с 22 июня 1941 года по 25 марта 1942 года.
45-я смешанная авиационная дивизия 25 марта 1942 года обращена на формирование Военно-воздушных сил 12-й армии.

## Командиры дивизии
| Звание                  | Имя                              | Период                  | Примечание                                    |
| ----------------------- | -------------------------------- | ----------------------- | --------------------------------------------- |
| полковник               | Батыгин Иван Терентьевич         | 25.07.1940 — 03.10.1941 | убыл командующим ВВС 9-й армии                |
| подполковник, полковник | Кожемякин Александр Владимирович | 18.10.1941 — 25.03.1942 | убыл заместителем командующего ВВС 12-й армии |

## В составе соединений и объединений
| Дата          | Фронт (округ)          | Армия               | ВВС армии      | Примечания |
| ------------- | ---------------------- | ------------------- | -------------- | ---------- |
| 01.08.1940 г. | Одесский военный округ | ВВС округа          | -              | -          |
| 22.06.1941 г. | -                      | 9-я отдельная армия | ВВС 9-й армии  | -          |
| 25.06.1941 г. | Южный фронт            | 9-я отдельная армия | ВВС 9-й армии  | -          |
| 29.09.1941 г. | Южный фронт            | 18-я армия          | ВВС 18-й армии | -          |
| 01.02.1942 г. | Южный фронт            | 12-я армия          | ВВС 12-й армии | -          |
| 25.03.1942 г. | Южный фронт            | 12-я армия          | ВВС 12-й армии | -          |

## Состав дивизии
На 22 июня 1941 года
Управление — Кировоград
132-й скоростной бомбардировочный авиационный полк — Кировоград, Екатериновка
210-й ближнебомбардировочный авиационный полк — Первомайск, Шайтарово
232-й скоростной бомбардировочный авиационный полк — Кировоград, Федоровка
298-й истребительный авиационный полк (в стадии формирования) — Вознесенск
| Части                                              | Период                  | Примечание                                                           |
| -------------------------------------------------- | ----------------------- | -------------------------------------------------------------------- |
| 132-й бомбардировочный авиационный полк            | 01.08.1940 — 14.07.1941 | 55 СБ (6 неисправных), 5 Пе-2; передан в состав ВВС 6-й армии        |
| 210-й ближнебомбардировочный авиационный полк      | 01.11.1940 — 25.03.1942 | Су-2, передан в состав ВВС 12-й армии                                |
| 232-й скоростной бомбардировочный авиационный полк | 12.05.1941 — 12.08.1941 | 20 СБ и И-153 (3 неисправных), передан в состав 14-й сад             |
| 131-й истребительный авиационный полк              | 25.07.1940 — 22.06.1941 | передан в непосредственное подчинение командования ВВС Южного фронта |
| 166-й истребительный авиационный полк              | 04.07.1941 — 30.09.1941 | И-16, убыл в 4-й зиап                                                |
| 168-й истребительный авиационный полк              | 23.09.1940 — 01.05.1941 | И-16, передан в состав 21-й сад                                      |
| 168-й истребительный авиационный полк              | 01.07.1941 — 03.10.1941 | И-16, И-153, убыл во 2-й зиап                                        |
| 298-й истребительный авиационный полк              | 01.05.1941 — 19.07.1941 | 3 УТИ-4, убыл в подчинение штаба ВВС Южного фронта                   |
| 298-й истребительный авиационный полк              | 15.09.1941 — 25.03.1942 | И-16, вошёл в состав ВВС 12-й армии                                  |
| 149-й истребительный авиационный полк              | 01.10.1941 — 07.10.1941 | МиГ-3 и ЛаГГ-3, вошёл в состав 21-й сад                              |

## Отличившиеся воины
- Артамонов Алексей Алексеевич, лейтенант, младший лётчик 168-го истребительного авиационного полка 45-й смешанной авиационной дивизии Военно-воздушных сил 18-й армии Южного фронта Указом Президиума Верховного Совета СССР от 27 марта 1942 года удостоен звания Герой Советского Союза. Посмертно.
- Бражников Иван Моисеевич, сержант, стрелок-радист 132-го скоростного бомбардировочного авиационного полка 45-й смешанной авиационной дивизии Военно-воздушных сил 18-й армии Южного фронта Указом Президиума Верховного Совета СССР от 27 марта 1942 года удостоен звания Герой Советского Союза. Золотая Звезда № 680.

## Базирование
| Период                  | Аэродромы              |
| ----------------------- | ---------------------- |
| 08.1940 — 29.06.1941    | Кировоград, Украина    |
| 29.06.1941 — 01.09.1941 | Винница, Украина       |
| 01.12.1941 — 01.03.1942 | Ворошиловград, Украина |